# Gare de Shiroishi (Miyagi)
La gare de Shiroishi (白石駅, Shiroishi-eki) est une gare ferroviaire de la ville de Shiroishi, dans la préfecture de Miyagi au Japon. La gare est exploitée par la compagnie JR East.

## Situation ferroviaire
La gare de Shiroishi est située au point kilométrique (PK) 306,8 de la ligne principale Tōhoku.

## Historique
La gare de Shiroishi a été inaugurée le 15 décembre 1887.

## Service des voyageurs

### Accueil
La gare dispose d'un bâtiment voyageurs, avec guichets, ouvert tous les jours.

### Desserte
- Ligne principale Tōhoku :
  - voie 1 : direction Iwanuma et Sendai
  - voies 2 et 3 : direction Fukushima et Kōriyama